# Nikołaj Riabinin
Nikołaj Siergiejewicz Riabinin (ros. Николай Сергеевич Рябинин, ur. 22 kwietnia?/5 maja 1909 we wsi Wielikopolje w rejonie orszanskim w Republice Mari El, zm. 2 marca 1975 w Moskwie) – radziecki żołnierz, starszy porucznik, Bohater Związku Radzieckiego (1945).

## Życiorys
Był narodowości maryjskiej. Do 1930 ukończył niepełną szkołę średnią i rabfak (fakultet robotniczy), pracował w kołchozie, 1931-1932 i ponownie 1942-1946 służył w Armii Czerwonej. W 1932 został członkiem WKP(b), w 1942 ukończył kursy doskonalenia kadry dowódczej w mieście Możga, potem na własną prośbę został skierowany na Front Południowy, następnie pozostawał w dyspozycji działu kadr Moskiewskiego Okręgu Wojskowego, był zastępcą dowódcy kompanii ds. politycznych. Od marca 1944 jako dowódca plutonu karabinów maszynowych 412 pułku piechoty 1 Dywizji Piechoty 70 Armii w stopniu starszego porucznika walczył na Froncie Białoruskim, później 1 i 2 Białoruskim, dwukrotnie odniósł ranę. W 1944 brał udział w forsowaniu Prypeci, operacji brzesko-lubelskiej, wyzwoleniu Brześcia i walkach nad Narwią, a w 1945 w operacji wiślańsko-odrzańskiej, m.in. w wyzwoleniu Bydgoszczy i uchwyceniu przyczółka na Wiśle. Po przeprawieniu się przez Wisłę na północny wschód od Bydgoszczy, podczas walk o przyczółek 27 stycznia 1945 został ciężko ranny i odesłany do szpitala, gdzie przez ponad rok przechodził rekonwalescencję. Z powodu rany został inwalidą 1 grupy (musiano mu amputować rękę). Po wyleczeniu został zdemobilizowany. W mieście Joszkar-Oła jego imieniem nazwano ulicę.

## Odznaczenia
- Złota Gwiazda Bohatera Związku Radzieckiego (29 czerwca 1945)
- Order Lenina
- Order Czerwonej Gwiazdy (14 sierpnia 1944)